# Centropages aegypticus
Centropages aegypticus is een eenoogkreeftjessoort uit de familie van de Centropagidae. De wetenschappelijke naam van de soort is voor het eerst geldig gepubliceerd in 2008 door El-Sherbiny & Ueda.